# Хофман, Вальтер
Вальтер Хофман (родился 26 сентября 1949 года в Земмерда) — бывший восточногерманский слалом каноист. Принимал участие в соревнованиях по гребле на байдарках и каноэ в 1970-х годах.

## Спортивные достижения
Вальтер Хофман завоевал золотую медаль в дисциплине С-2 на летних Олимпийских играх 1972 в Мюнхене.
Хофманн также завоевал четыре медали на чемпионатах мира по гребному слалому, организованных Международной федерацией каноэ, включая три золотые медали (дисциплина С-2: 1977; С-2 команда: 1971, 1975) и серебряную медаль (К-2: 1971).
Его сын, Фрэнк Хенце, также занимается гребным слалом, многократный призёр чемпионатов мира.

## Награды
- Орден «За заслуги перед Отечеством» (ГДР), серебро.